# Korea's Got Talent
Korea's Got Talent (littéralement « la Corée a du talent ») est une émission de télévision sud-coréenne diffusée sur TVN du 4 juin 2011 au 21 août 2012. Il s'agit de l'adaptation de l'émission britannique Britain's Got Talent.
L'émission s'est fait connaître et est devenue célèbre après la prestation musicale de Sungbong choi diffusée le 4 juin 2011.

## Concept
L’émission s’organise en plusieurs mini-spectacles dévoilant le talent de chanteurs, danseurs, comédiens, magiciens et autres artistes amateurs de tout âge concourant pour le premier prix. Après une phase d'auditions et de plusieurs demi-finales, une finale est organisée à l'issue de laquelle le vainqueur empoche la somme de 300 000 000 wons. Les demi-finalistes ont la possibilité de signer avec Sony Music Entertainment.

### Auditions
Les auditions ont eu lieu à Séoul, Daejeon, Gwangju, Daegu, Busan et Incheon.

## Déroulement des saisons

### Jury et présentation
| Animateurs     | Saison 1 | Saison 2 |
| -------------- | -------- | -------- |
| No Hongchul    |          |          |
| Sin Young-il   |          |          |
| Jury           | Saison 1 | Saison 2 |
| Song Yun-ah    |          |          |
| Kolleen Park   |          |          |
| Jang Jin       |          |          |
| Jang Hang-joon |          |          |
| Kim Gura       |          |          |

### Saison 1 (2011)
L'émission est présentée par No Hongchul et Sin Young-il et est diffusée du 4 juin 2011 au 21 août 2011. Elle est remportée par Joo Min-Jeong qui remporte 300 000 000 de wons tandis que Choi Sung-bong termine en deuxième place et IVV en troisième place.

### Saison 2 (2012)
L'émission est présentée par No Hongchul et Sin Young-il et est diffusée du 1er juin 2012 au 3 août 2012. Elle est remportée par le duo Blue Whale Bros (BWB), champion du monde du popping.

### Source de la traduction
- (en) Cet article est partiellement ou en totalité issu de l’article de Wikipédia en anglais intitulé « Korea's Got Talent » (voir la liste des auteurs).